# Paramussardia flavoscutellata
Paramussardia flavoscutellata är en skalbaggsart som beskrevs av Stefan von Breuning 1965. Paramussardia flavoscutellata ingår i släktet Paramussardia och familjen långhorningar.
Artens utbredningsområde är Madagaskar. Inga underarter finns listade i Catalogue of Life.